# Patrick Bühlmann
Patrick Bühlmann (ur. 16 sierpnia 1971) – szwajcarski piłkarz występujący na pozycji pomocnika.

## Kariera klubowa
Bühlmann karierę rozpoczynał w 1990 roku w pierwszoligowym klubie FC Luzern. W 1991 roku odszedł do FC Zug, ale w 1993 wrócił do FC Luzern. Po roku przeszedł do innego pierwszoligowca, FC Aarau. W 1995 roku odszedł zaś do FC Sion, także grającego w ekstraklasie. W styczniu 1996 roku został wypożyczony do FC Sankt Gallen. Po sezonie 1995/1996 wrócił do Sionu, ale na początku 1997 roku podpisał kontrakt z FC Sankt Gallen. W 1998 roku dotarł z nim do finału Pucharu Szwajcarii, ale Sankt Gallen przegrał tam z Lausanne Sports.
W połowie 1998 roku Bühlmann został graczem klubu Servette FC, również występującego w pierwszej lidze. W 1999 roku zdobył z nim mistrzostwo Szwajcarii. Na początku 2000 roku odszedł do Lausanne Sports, z którym w tym samym roku wywalczył wicemistrzostwo Szwajcarii. W 2001 roku przeszedł do FC Zürich. Następnie grał w drugoligowym SC Kriens, a także trzecioligowych Zug 94, FC Cham, FC Sins oraz ponownie Zug 94, gdzie w 2008 roku zakończył karierę.

## Kariera reprezentacyjna
W reprezentacji Szwajcarii Bühlmann zadebiutował 18 listopada 1998 roku w przegranym 0:2 towarzyskim meczu z Węgrami. 9 października 1999 roku w wygranym 2:0 pojedynku eliminacji Mistrzostw Europy 2000 z Walią strzelił swojego jedynego gola w kadrze. W latach 1998–2001 w drużynie narodowej rozegrał 17 spotkań i zdobył 1 bramkę.